# 寇嘉相
寇嘉相，原名本璣，字小衡，贵州贵阳人，清朝政治人物、進士出身。

## 生平
道光三十年庚戌科進士，二甲八十二名，选庶吉士，散館授翰林院編修。

## 家族
弟寇本瑊。